# Hello Happiness
| Совокупная оценка | Совокупная оценка |
| Источник          | Оценка            |
| ----------------- | ----------------- |
| Metacritic        | 68/100            |
| Оценки критиков   |                   |
| Источник          | Оценка            |
| AllMusic          | [ 5 ]             |
| Chicago Tribune   | [ 6 ]             |
| Exclaim!          | 6/10              |
| Pitchfork         | 5.9/10            |

Hello Happiness (с англ. — «Привет, счастье») — двенадцатый студийный альбом американской певицы Чаки Хан, выпущенный в 2019 году на лейбле Island Records.
Это первый за двенадцать лет карьерного перерыва Чаки альбом, предыдущий, Funk This, был выпущен в 2007 году.
В музыкальном плане альбом — смешение современных ритмов с ритмами прошлого, в основном диско-музыки 70-х годов. Чака выступила соавтором всех песен на альбоме.
Альбом получил смешанные отзывы критиков. На сайте-агрегаторе Metacritic он имеет 68 баллов и 100 возможных, основанных на 6 рецензиях.
С альбома было выпущено два сингла: «Like Sugar» (14 июня 2018 года) и «Hello Happiness» (1 января 2019).

## Список композиций
| №                   | Название            | Автор(ы) | Длительность |
| ------------------- | ------------------- | --- | ------------ |
| 1.                  | «Hello Happiness»   | Иветт Стивенс, Дэвид Тейлор, Сара Руба Тейлор, Томас Джилл, Сэмюэл Уилкс                                             | 3:56         |
| 2.                  | «Like a Lady»       | Иветт Стивенс, Дэвид Тейлор, Сара Руба Тейлор, Сэнфорд Ливингстон, Эми Страуп, Тройдон Мюрисон, Линкольн Клири       | 5:00         |
| 3.                  | «Don’t Cha Know»    | Иветт Стивенс, Дэвид Тейлор, Сара Руба Тейлор, Томас Джилл, Эли Уиндерман                                            | 3:18         |
| 4.                  | «Too Hot»           | Иветт Стивенс, Дэвид Тейлор, Сара Руба Тейлор, Андреа Фратанджело, Тройдон Мюрисон, Линкольн Клири, Эдди Ли Ланголис | 3:45         |
| 5.                  | «Like Sugar»        | Иветт Стивенс, Дэвид Тейлор, Сара Руба Тейлор, Уильям Кертис, Джон Флиппин                                           | 3:59         |
| 6.                  | «Isn’t That Enough» | Иветт Стивенс, Дэвид Тейлор, Сара Руба Тейлор                                                                        | 3:31         |
| 7.                  | «Ladylike»          | Иветт Стивенс, Дэвид Тейлор, Сара Руба Тейлор, Эми Страуп, Рикардо Роус, Сэнфорд Ливингстон                          | 3:45         |
| Общая длительность: | Общая длительность: | Общая длительность:                                                                                                  | 27:14        |

## Чарты
| Чарт (2019)                       | Пиковая позиция |
| --------------------------------- | --------------- |
| Бельгия/Фландрия (Ultratop)       | 70              |
| Нидерланды (Album Top 100)        | 178             |
| Шотландия (Scottish Albums Chart) | 10              |
| Швейцария (Schweizer Hitparade)   | 32              |
| Великобритания (UK Albums Chart)  | 18              |
| США (Billboard Top Album Sales)   | 48              |